# Ižorové
Ižorové (nezaměňovat s Ingrijci neboli ingrijskými Finy) (ižorsky inkeroine, ižora nebo ižoralaine) jsou ugrofinský národ žijící v Ingrii, která leží na severozápadu dnešního Ruska, jihozápadně od Petrohradu. Spolu s Voty tvoří původní obyvatelstvo Ingrie a oba patří mezi ohrožené národy. Jen zhruba jedna čtvrtina Ižorů mluví svým národním jazykem, ižorštinou.

## Historie
Historie Ižorů je úzce spjata s historií Ingrie. Předpokládá se, že se Ižorové asi okolo roku 1000 přestěhovali z Karélie směrem na západ a jihozápad. V roce 1478 byla Novgorodská republika, kde se Ižorové usídlili, připojena k Moskevskému knížectví a někteří Ižorové byli přestěhováni na východ. Založení Petrohradu v roce 1703 mělo velký vliv na ižorskou kulturu. V novém rozvíjejícím se městě našli Ižorové zaměstnání a brzy byli známí jako kupci a drožkáři. Počátkem 30. let 20. století byla sestavena psaná podoba ižorštiny a začaly se v ní vydávat knížky. Kolektivizací v letech 1929-1931 byl však majetek některých Ižorů zabaven a sami byli deportováni na Sibiř nebo do střední Asie. Během druhé světové války byli spolu s Voty evakuováni do Finska. Po válce si je jako všechny ostatní emigranty vyžádal Sovětský svaz a po návratu je úřady rozmístily mimo Ingrii. Všechny tyto přesuny měly značný vliv na počet Ižorů. Podle sčítání lidu z roku 1926 žilo v Rusku celkem 26 137 Ižorů, po jejich návratu zpět do vlasti se tento počet snížil na 1 062.